# Edalorhina
A Edalorhina  a kétéltűek (Amphibia) osztályába, a békák (Anura) rendjébe és a füttyentőbéka-félék  (Leptodactylidae) családjába, azon belül a Leiuperinae alcsaládba tartozó nem.

## Elterjedésük
A nembe tartozó fajok Kolumbiában, Ecuadorban, Peruban valamint Brazília velük szomszédos területein honosak.

## Rendszerezés
A nembe az alábbi fajok tartoznak:
- Edalorhina nasuta Boulenger, 1912
- Edalorhina perezi Jiménez de la Espada, 1870